# Хуан Мартін де Пуейредон
Хуан Мартін де Пуейредон (ісп. Juan Martín de Pueyrredón; 18 грудня 1777 — 13 березня 1850) — аргентинський генерал і політичний діяч XIX століття.

## Біографія

### Ранні роки
Пуейредон народився у Буенос-Айресі, був п'ятим з семи синів Хуана Мартіна де Пуейредона і Марії Ріти Доган. Його батько був французьким купцем. Пуейредон здобував освіту у Королівському коледжі до смерті батька у 1791 році. Потім родина переїхала у Кадіс (Іспанія), де молодий Хуан Мартін почав вивчати торгову справу. Потім він займався торгівлею у Франції та Іспанії. Пізніше він повернувся до Буенос-Айреса.

### Британське вторгнення
У 1806 році до Буенос-Айреса увійшли війська Британії під час першого вторгнення британців до Ріо-де-ла-Плати. Пуейредон був одним із тих креолів, хто вважав, що британці не допоможуть Об'єднаним провінціям у набутті незалежності від Іспанії. Тому він переїхав до Монтевідео, де познайомився з місцевим губернатором Паскуалем Руїзом Гайдобро. Останній доручив йому організувати спротив, тому він повернувся до Буенос-Айреса, де потай почав готувати підґрунтя для визвольного руху. Проте британці розкрили підпілля, і Пуейредон був змушений тікати до Сакраменто, де приєднався до Сантьяго де Ліньєрса, війська якого зрештою перемогли британців.
У 1807 році він поїхав до Іспанії як представник Буенос-Айреса, але повернувся у 1809 році, тоді ж він очолив визвольний рух. Після Травневої революції 1810 року, яка встановила першу урядову хунту. Пуейредона було призначено на посаду губернатора Кордови. У 1812 році він очолив сили визволення і став членом нетривалого Першого Тріумвірату. З 1812 до 1815 року, він перебував у засланні у Сан-Луїсі.

### Верховний правитель
У 1816 році Пуейредона було обрано на посаду Верховного правителя Об'єднаних провінцій Ріо-де-ла-Плати. Він рішуче підтримував військову кампанію Хосе де Сан-Мартіна в Чилі. Пуейредон заснував перший банк Аргентини й національний монетний двір. Повстання 1819 року змусило його піти у відставку й вирушити у вигнання до Монтевідео. З цього часу він відігравав дуже незначну роль у політиці. У 1829 році він виконував функцію посередника між Хуаном Мануелем де Росасом і Хуаном Лаваллем. Помер Пуейредон на своєму ранчо у передмісті Буенос-Айреса.

## Приватне життя
Пуейредон був одружений з Марією Каліштою Телешею-і-Кавідес. У них народився єдиний син, майбутній відомий художник і цивільний інженер Прілідіано Пуейредон, народився у Буенос-Айресі 24 січня 1823 року. З 1835 до 1849 року Пуейредон і його родина проживали у Європі.